# Jens Knossalla

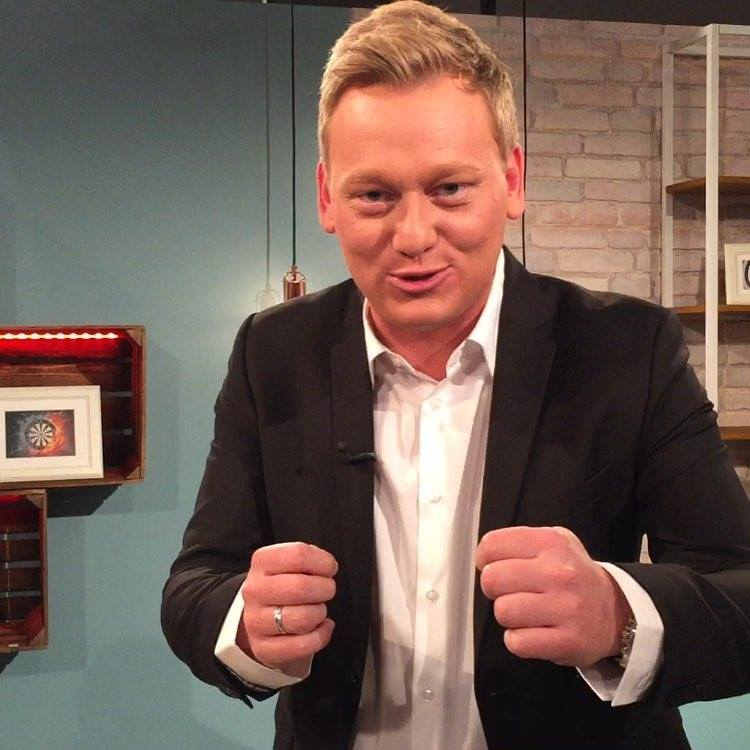
Jens Knossalla (2017)

Jens Heinz Richard „Knossi“ Knossalla (* 7. Juli 1986 in Malsch) ist ein deutscher Entertainer. Er wurde durch seine Teilnahme an verschiedenen Fernsehformaten sowie als Pokerkommentator, Moderator und Livestreamer bekannt.

## Persönliches
Knossalla wuchs in Rastatt auf und machte eine Ausbildung zum Bürokaufmann. Er ist Vater eines 2019 geborenen Sohnes. Seit 2020 ist er mit der Influencerin Lia Mitrou liiert. Im Frühjahr 2024 verlobte sich das Paar.

## Karriere

### Fernsehauftritte und Moderation
Seinen ersten Fernsehauftritt hatte Knossalla 2008 als Teilnehmer der Spielshow WipeOut – Heul nicht, lauf! auf ProSieben. Im Jahr 2010 war er  bei dem auf RTL II ausgestrahlten Fernsehformat Der Kreuzfahrtkönig zu sehen. 2011 nahm Knossalla an der von Joko und Klaas moderierten Gameshow 17 Meter teil. Im November 2012 war er auf VOX als Teil der Pseudo-Doku-Soap mieten, kaufen, wohnen zu sehen. Zudem spielte Knossalla mehrfach kleine Rollen in den Pseudo-Dokus Richter Alexander Hold, Richterin Barbara Salesch, Lenßen & Partner, K11 – Kommissare im Einsatz und Verklag mich doch! sowie in der Seifenoper Gute Zeiten, schlechte Zeiten.
Im Rahmen der Teilnahme seines Freundes Udo Bönstrup an der achten Staffel von Promi Big Brother trat Knossalla 2020 als Studiogast bei Promi Big Brother (einmal), Promi Big Brother – Warm up Show mit Aaron (dreimal) und Promi Big Brother – Die Late Night Show (zweimal) auf. Am 14. September 2020 war er gemeinsam mit Sido bei der von Klaas Heufer-Umlauf moderierten Late-Night-Show Late Night Berlin zu Gast.
Im November 2020 moderierte er die vierte Folge der von Stefan Raab produzierten Late-Night-Show Täglich frisch geröstet auf TVNOW. Neben Knossalla als „Host“ und Slavik Junge als Gast, trat Kai Pflaume in der Rolle des „Roasters“ auf. In der zweiten Staffel war er fester Moderator der Sendung, die zweimal die Woche auf RTL ausgestrahlt wurde.
Im Dezember 2021 hatte Knossalla einen Gastauftritt in der Show Duell um die Welt. Im selben Monat hatte er mit Sido einen Auftritt bei der Show Joko & Klaas gegen ProSieben, in der die beiden gemeinsam gegen Joko und Klaas in einem Spiel antraten.
Im Juni 2022 nahm Knossalla am RTL Turmspringen teil und landete im Synchronspringen mit Mathias Mester auf dem 7. Platz. 2022 war er zweimal in der Quizsendung Wer weiß denn sowas? Gast. Beide Male war er im Team von Elton. Im November 2022 nahm Knossalla an der 14. Ausgabe der Wok-Weltmeisterschaft von TV total teil. Im Viererwok zusammen mit Sascha Hellinger, Trymacs und MontanaBlack erreichten sie den 8. Platz. Im Dezember 2022 hatte Knossalla einen kurzen Gastauftritt in der 10. Staffel der Reality-Show Promi Big Brother, als er am 16. Tag den Drehort besuchte und für die Teilnehmer den Tageseinkauf übernahm. Im selben Monat sorgte er beim Teleshopping-Sender QVC dafür, dass alle Produkte innerhalb von 40 Minuten ausverkauft waren. Dies sei in der bis dato 26-jährigen Firmengeschichte des Senders noch nie vorgekommen. Grund für seine Moderation war eine verlorene Wette gegen TV-Investor Ralf Dümmel.
Von Februar bis Mai 2023 nahm Knossalla an der 16. Staffel von Let’s Dance teil. Im Team mit Tänzerin Isabel Edvardsson erreichte er das Viertelfinale und beendete die Sendung auf dem 5. Platz. Im August 2023 war Knossalla als Gast bei den Sommer-Specials von Grill den Henssler. Zum dritten Mal nahm Knossalla im November 2023 an der Quizsendung Wer weiß denn sowas? teil und konnte die Ausgabe der 9. Staffel im Team mit Elton gegen Sascha Huber gewinnen.
Anfang Januar 2024 nahm Knossalla an der Promi-Darts-WM von ProSieben teil und erreichte im Team mit Dartprofi Michael van Gerwen das Halbfinale der 6. Ausgabe. Außerdem moderierte er im Frühjahr 2024 zusammen mit Victoria Swarovski die 16. Staffel von Das Supertalent. Am 2. März 2024 war Knossalla zu Gast bei der Spielshow Klein gegen Groß und verlor dort im Kugelroll-Duell gegen den 12-jährigen Ben. Ende April 2024 war er zusammen mit Elton und Tim Mälzer Teil der RTL-Spielshow Drei gegen Einen – Die Show der Champions und duellierte sich dort in 10 Aufgaben mit Weltrekordhaltern, Olympiasiegern oder Weltmeistern.
Nach dem Erfolg im Vorjahr war Knosalla im Frühjahr 2025 auch in der 2. Staffel von Drei gegen Einen – Die Show der Champions zu sehen und moderierte außerdem wieder zusammen mit Victoria Swarovski die 17. Staffel von Das Supertalent. Am 15. März 2025 war er zu Gast bei Schlag den Star und verlor die Spielshow gemeinsam im Team mit seiner Freundin Lia Mitrou knapp gegen Max Kruse und dessen Partnerin Dilara Kruse.

### Poker
Knossalla setzte sich 2011 bei der von ProSieben ausgestrahlten Castingshow PokerStars sucht das PokerAss im Finale gegen Natalie Hof durch und wurde dadurch überregional bekannt. Seine erste Geldplatzierung bei einem Live-Turnier erzielte er Mitte April 2012 bei einem Side-Event der World Poker Tour in Wien. Im Juli 2013 erreichte der Deutsche erstmals bei der World Series of Poker (WSOP) im Rio All-Suite Hotel and Casino in Paradise am Las Vegas Strip die bezahlten Plätze. Dort belegte er im Main Event, das in der Variante No Limit Hold’em gespielt und gemeinhin als Poker-Weltmeisterschaft bezeichnet wird, den 240. Platz von 6352 Spielern und erhielt dafür ein Preisgeld von rund 37.000 US-Dollar. Nach zwei Geldplatzierungen bei der European Poker Tour in Monte-Carlo Ende April 2017 sicherte sich Knossalla über sechs Jahre keine weiteren Turnierpreisgelder. Bei der mittlerweile im Horseshoe Las Vegas und Paris Las Vegas ausgespielten WSOP 2023 kam er beim bislang größten Main Event der WSOP-Geschichte ins Geld.
Insgesamt hat sich Knossalla mit Poker bei Live-Turnieren knapp 70.000 US-Dollar erspielt. Auf der Onlinepoker-Plattform PokerStars spielt er unter dem Nickname Knossi. Seine dortigen Online-Turniergewinne belaufen sich auf mehr als 70.000 US-Dollar.
Knossalla moderierte regelmäßig für PokerToday von verschiedenen Pokerturnierserien. Für PokerStars berichtete er gemeinsam mit Martin Pott jahrelang live vom Main Event der European Poker Tour sowie vom PokerStars Caribbean Adventure. Auch bei der 2017 ausgetragenen PokerStars Championship war das Moderatorenduo zu hören. Ab 2012 hatte Knossalla im Fachmagazin Pokerblatt eine eigene Kolumne namens „Der Knaller von Knossalla“. Ab November 2016 moderierte er jeden Dienstag auf dem Fernsehsender Sport1 die PokerStars-Dauerwerbesendung Spin & Go Show. Ab Anfang Mai 2017 war er auch Moderator der Pokerstars.de Late Night Show auf Sport1.

### Livestreamer und Webvideoproduzent

#### Live-Streaming-Formate
Knossalla streamt mehrmals wöchentlich auf seinem Twitch-Kanal mit dem Titel TheRealKnossi. Dieser hat mehr als 2,4 Millionen Follower und steht damit auf Platz 4 der meistgefolgten deutschsprachigen Twitch-Kanäle. Die Highlights aus seinen Streams werden regelmäßig auf seinem YouTube-Kanal Knossi hochgeladen, der seit Juli 2020 über eine Million Abonnenten aufweist und mittlerweile bei mehr als 1,6 Millionen Abonnenten steht. Knossalla streamt regelmäßig zusammen mit anderen großen Livestreamern aus der Twitch-Szene, z. B. MontanaBlack.
Die häufigsten Formate auf seinem Twitch-Kanal sind Talkshows, Talent- und Gameshows sowie das Spielen von Onlinepoker und Videospielen. In seinen Talkshows fungierten prominente Gäste wie Kim Dotcom, Sido, Bushido oder Pietro Lombardi als Co-Moderatoren. In den vergangenen Jahren war das Spielen an Online-Spielautomaten großer Bestandteil seiner Streams. Anfang 2021 stellte er das jedoch mit der Begründung seiner Vorbildfunktion ein und bekräftigte den Wert seiner Entscheidung wiederholt in seinen Streams.

#### Live-Streaming-Events
Vom 16. bis 19. Juli 2020 veranstaltete Knossalla auf seinem Twitch-Kanal einen 72-stündigen Livestream. Am sogenannten „Angelcamp“ nahe Brandenburg an der Havel waren Sido, Manny Marc, Sascha Hellinger sowie diverse Gäste wie MontanaBlack, Kool Savas, Frauenarzt, Andreas Bourani und Pietro Lombardi beteiligt. Am ersten Tag knackte der Stream mit zeitweise rund 220.000 gleichzeitigen Zuschauern den deutschen Zuschauerrekord auf der Streaming-Plattform Twitch, der am Abend des dritten Tages sogar auf über 300.000 parallele Zuschauer ausgebaut wurde.
Ein weiteres zweitägiges Livestream-Event fand in der gleichen vierköpfigen Besetzung unter dem Namen „Horrorcamp“ vom 30. Oktober bis 1. November 2020 im Hotel Waldlust statt. Das Quartett veröffentlichte vor Start des Camps die Single Keine Angst (Horrorcamp Song), die auf Platz 73 der deutschen Singlecharts einstieg. Der deutsche Zuschauerrekord wurde bei diesem Event auf über 330.000 parallele Zuschauer ausgebaut. Vom 28. bis 30. Mai 2021 fand mit dem „Mittelalter-Camp“ auf Burg Klempenow ein weiteres 48-stündiges Streamingevent statt.
Im September 2021 fand mit dem „Angelcamp 2“ am Katlov-See in Tschechien die Fortsetzung des Angelcamps statt, das unter anderem Vanessa Mai und Mario Barth besuchten. Am 2. Juli 2022 trat Knossalla mit dem SC Baden-Baden gegen eine Mannschaft des Webvideoproduzenten und Livestreamers Trymacs an. An diesem Fußball-Event waren Steven Gätjen, Inscope21, MontanaBlack, MckyTV, Elias Nerlich und Sascha Hellinger beteiligt.
Von 12. bis 14. Dezember 2023 veranstaltete er unter dem Namen Big Brother Knossi Edition seine eigene Version der Reality-Show Big Brother, welche 57 Stunden live auf Twitch übertragen wurde. Die zehn Teilnehmer neben Knossalla waren Joey Kelly, Adam Wolke, Fritz Meinecke, Tanzverbot, Lola, StarletNova, Marc Eggers, Affe auf Bike, Manny Marc und Paola Maria. Joey Kelly wurde am Ende der Sendung von den Zuschauern zum Sieger der Show gewählt. Die 2. Staffel der Big Brother Knossi Edition im Herbst 2024, bei der unter anderem Sally Özcan und der Rapper Finch teilnahmen, gewann der Influencer und Live-Streamer Adam Wolke.

#### Webvideoproduktionen
Im Frühjahr 2025 erschien auf YouTube und Prime Video Knossallas Videoproduktion Mission Unknown: Atlantik. Aufgeteilt in zwei Teams mussten jeweils 5 Influencer bzw. Promis mit der Hilfe eines Skippers den Atlantik von Mindelo (Kap Verde) bis zum französischen Überseegebiet Martinique überqueren. Die Teilnehmer waren neben Knossalla Joey Kelly, Ann-Kathrin Bendixen, Sophia Chiara, Marc Eggers, Sophia Thiel, Willi Whey, Clemens Brock, Matthias Roll und Jodie Calussi.

#### Auftritte in Video und Livestreaming-Formaten
7 vs. Wild
2022 nahm Knossalla an der zweiten Staffel der deutschen Reality-Spielshow 7 vs. Wild teil. Er wählte folgende sieben Gegenstände für seinen Aufenthalt aus: Messer, Feuerstahl, Hängematte, Moskitonetz, Paracord, Wasserfilter inkl. Gefäß und Zigaretten. Trotz Zahnschmerzen und einer Verletzung am Fuß überstand Knossalla die kompletten sieben Tage auf der tropischen Insel Isla de San José im Süden von Panama. Ebenso konnte er fünf der sechs bewerteten Challenges erfolgreich absolvieren und beendete das Abenteuer in der Wildnis mit 27 Punkten auf dem 4. Platz. Das Preisgeld in Höhe von 7000 Euro spendete er an #TeamSeas, eine Organisation, die sich für die Reinigung von Meeren und Ozeanen einsetzt. Im Anschluss an das Projekt veröffentlichte Knossalla im November 2022 das gleichnamige Lied 7 Vs. Wild.
Im April 2023 wurde Knossalla zusammen im Team mit Sascha Huber für die dritte Staffel von 7 vs. Wild nominiert und die beiden Teilnehmer von Staffel 2 nahmen die erneute Herausforderung an. Knossalla und Huber verbrachten die kompletten 14 Tage in der Wildnis auf der kanadischen Insel Nigei Island und gehörten damit zu den Siegern der dritten Staffel.
Baller League
Bei der ersten Ausgabe der Hallenfußball-Liga Baller League von Mats Hummels und Lukas Podolski im Jahr 2024 war Knossalla zusammen mit Max Kruse der Manager von Team Hollywood United. Ihr Team beendete die Vorrunde der Season 1 auf dem 6. Tabellenplatz und verpasste damit den Einzug in die Finalrunde. Die Season 2 beendete Hollywood United auf dem 9. Tabellenplatz.
Sonstige Auftritte (Auswahl)
Auf Joyn lief im Jahr 2022 die Spielshow Knossis Kingdom mit Knossalla, an der die YouTuber Rewinside und CrispyRob, der Sänger Manny Marc und die Influencerin SelfieSandra sowie ein Wildcard-Gewinner teilnahmen. Im Dezember 2022 gewann Knossalla die erste Folge der Escape-Show Get Away von MontanaBlack, welche ebenfalls auf Joyn übertragen wurde.
Als Kapitän von Team YouTube alias „Team Knossi“ nahm Knossalla im Juli 2023 bei der ersten Austragung des Fußballturniers Battle of the Socials in der Mainzer Mewa Arena teil. Nach einem 4:1-Sieg im Halbfinale gegen Team Elias, verlor das von Manuel Baum trainierte Team im Finale allerdings deutlich mit 1:5 gegen Team Younes.

### Sänger
Ende Januar 2020 veröffentlichte Knossalla seine erste Single Alge, deren Text an einen seiner Casinostreams angelehnt ist. Das Lied erreichte Platz 50 der deutschen Singlecharts. Das Musikvideo erreichte auf YouTube mehr als 11 Millionen Aufrufe. Am 12. Juni 2020 folgte in Zusammenarbeit mit Die Atzen seine zweite Single Katsching, die sich ebenfalls in den deutschen Singlecharts platzieren konnte. Seit der Abkehr von Glücksspielinhalten veröffentlichte Knossalla mehrere weitere Singles, die anlässlich mehrtägiger Eventstreams entstanden. Außerdem tritt er mit seinen eigenen Liedern regelmäßig in Clubs und bei Veranstaltungen, wie im Mega-Park auf Mallorca, auf.

### Unternehmer
Neben eigenen Merchandising-Produkten und seiner Tätigkeit als Werbegesicht verschiedener Marken ist Knossalla auch in anderen Bereichen unternehmerisch aktiv. So vertreibt er seit 2021 in Kooperation mit Kaufland unter dem Namen ALGE seinen eigenen Likör in verschiedenen Geschmacksrichtungen. Passend dazu gab es im Winter 2021 erstmals auch den ALGE-Glühwein im Handel zu erwerben. Im Mai 2024 folgte eine alkoholfreie und koffeinhaltige Erfrischungsgetränk-Variante von ALGE in der Dose.
Ebenfalls im Jahr 2021 gründete er in Kooperation mit dem Designer Youssef Hotait unter dem Namen KROWNZ sein eigenes Modelabel. Mitte Mai 2022 erschien mit Blending World die bisher letzte Kollektion des Modelabels. Seitdem wurden nur noch Einzelteile veröffentlicht, beispielsweise anlässlich der Teilnahme von Knossalla an der zweiten Staffel von 7 vs. Wild.
Im Mai 2023 eröffnete Knossalla in Zusammenarbeit mit Influencer Trymacs unter dem Namen Happy Slice seine eigene Pizza-Kette mit über 70 Standorten in Deutschland. Gemeinsam mit dem Food-Tech-Startup LANCH setzen sie dabei auf das Ghost-Kitchen-Prinzip: Partner-Restaurants bereiten die Pizzen zu, die anschließend über Lieferdienste wie Lieferando, Wolt und UberEats bestellt werden können. Zusätzlich brachten die Geschäftspartner Anfang September 2024 unter dem Namen Happy Chips ihre eigene Chips-Marke auf den Markt.

### Sonstiges

#### Filmdarsteller und Synchronsprecher
Im Influencer-Kinofilm Kartoffelsalat 3 – Das Musical von Freshtorge, der Anfang 2020 in die Kinos kam, spielte Knossalla den Lehrer Herr Hackebarth. Danach dauerte es drei Jahre, bis er Mitte 2023 beim Superhelden-Animationsfilm Teenage Mutant Ninja Turtles: Mutant Mayhem als Synchronsprecher von Ray Fillet wieder in den deutschsprachigen Kinos zu hören war. 2024 folgte die Synchronsprecherrollte von Bösewicht Maxime Le Mal im Kinofilm Ich – Einfach unverbesserlich 4.

#### Biografie
Im Oktober 2020 erschien in Zusammenarbeit mit Co-Autor Julian Laschewski im riva Verlag sein Buch Knossi – König des Internets: Über meinen Aufstieg und Erfolg als Streamer, das Platz 1 der SPIEGEL-Bestsellerliste erreichte. Darin erzählt Knossalla von seinem Werdegang, seinen Erfolgen und den Herausforderungen auf seinem Weg zum erfolgreichen Streamer. Das Buch enthält auch kurze Gastbeiträge, unter anderem von seiner Mutter Ida Knossalla, Kim Dotcom und Pietro Lombardi. Das dazugehörige Hörbuch erschien im Februar 2021 und wurde von Knossalla selbst eingesprochen.

#### Podcast
Im Juni 2022 startete Knossalla unter dem Namen 1 auf die Ohren seinen eigenen Podcast, welcher auch für den Deutschen Podcastpreis 2023 nominiert wurde. Der Podcast war dabei immer in zwei Teile aufgeteilt: Im ersten Teil führte Knossalla ein Gespräch mit einem Gast, während im zweiten Teil ein Duell in verschiedenen Spielen mit diesem stattfand. Zu Gast waren dabei Influencer-Kollegen wie Papaplatte und Reved, aber auch andere Prominente wie Lena Gercke und Atze Schröder. Die bisher letzte Folge erschien im Frühjahr 2024 im Rahmen des SWR Podcastfestivals 2024 mit dem Gast Ottogerd Karasch.

#### Weiteres
Seit 2021 engagiert sich Knossalla beim ortsansässigen Fußballverein SC Baden-Baden und sponserte unter anderem neue Trikots. Seitdem werden die Spiele des Fußballvereins regelmäßig auf Twitch übertragen.
Als großer Fan der Filmreihe Zurück in die Zukunft ersteigerte er im November 2023 für einen Gesamtpreis von 180.000 Euro eine Original-Filmrequisite des Hoverboards aus der Filmreihe, die er Mitte 2024 als Leihgabe an das Frankfurter Filmmuseum übergab.

## Diskografie
Singles

| Jahr | Titel Album                     | Höchstplatzierung, Gesamtwochen, AuszeichnungChartplatzierungen (Jahr, Titel, Album, Platzierungen, Wochen, Auszeichnungen, Anmerkungen) | Höchstplatzierung, Gesamtwochen, AuszeichnungChartplatzierungen (Jahr, Titel, Album, Platzierungen, Wochen, Auszeichnungen, Anmerkungen) | Höchstplatzierung, Gesamtwochen, AuszeichnungChartplatzierungen (Jahr, Titel, Album, Platzierungen, Wochen, Auszeichnungen, Anmerkungen) | Anmerkungen                                                                               |
| Jahr | Titel Album                     | DE | AT | CH | Anmerkungen                                                                               |
| ---- | ------------------------------- | --- | --- | --- | ----------------------------------------------------------------------------------------- |
| 2020 | Alge –                          | DE50 (2 Wo.)DE | — | — | Erstveröffentlichung: 31. Januar 2020 als Knossi                                          |
| 2020 | Katsching –                     | DE89 (1 Wo.)DE | — | — | Erstveröffentlichung: 12. Juni 2020 als Knossi mit Die Atzen                              |
| 2020 | Bücher –                        | DE— 1DE | — | — | Erstveröffentlichung: 16. Oktober 2020 als Knossi                                         |
| 2020 | Keine Angst (Horrorcamp Song) – | DE73 (1 Wo.)DE | — | — | Erstveröffentlichung: 30. Oktober 2020 als Knossi mit Sido, Manny Marc & Sascha Hellinger |

Weitere Veröffentlichungen:
- 2020: Alge (als Knossi mit SpongeBob Schwammkopf)
- 2020: Heiligenschein (als Knossi mit Sido, Manny Marc & Sascha Hellinger)[78]
- 2021: Weggefährten (als Knossi mit Sido, Manny Marc & Sascha Hellinger)
- 2021: Angelcamp (als Knossi mit Sido, Manny Marc & Sascha Hellinger)
- 2021: Glühweinbrauerei (als Knossi)
- 2022: Fleisch (als Knossi mit Mundstuhl)
- 2022: Trinken ist auch Sport (als Knossi mit Lorenz Büffel)
- 2022: 7 Vs. Wild (als Knossi)
- 2023: Billiardär (als Knossi mit Julien Bam)
- 2024: Midnight Lady (als Knossi mit Lorenz Büffel)
- 2024: 10 nackte Friseusen (Silberhochzeits-Edition) (als Knossi mit Mickie Krause)
- 2024: Stand Up For The Champions (als Knossi mit Right Said Fred, Pazoo & Max Kruse)
- 2025: Das Alles ist Malle (als Knossi mit Marc Eggers)

## Filmografie
Als Synchronsprecher
- 2020: Among Us: 3D Film (als Knossi)[79]
- 2023: Teenage Mutant Ninja Turtles: Mutant Mayhem (als Ray Fillet)[80]
- 2024: Ich – Einfach unverbesserlich 4 (als Maxime Le Mal)[81]

Als Schauspieler
- 2020: Kartoffelsalat 3 – Das Musical (als Herr Hackebarth)[79]

## Auszeichnungen
Bravo Otto
- 2021: Kategorie: "Social Media Star" (Gold)[82]
- 2024: Kategorie: "Social Media" (Gold)[83]

German Brand Award
- 2023: Kategorie: "Brand Communication - Storytelling and Content Marketing" (zusammen mit OBI)[84]

Goldene Henne
- 2021: Kategorie: "#onlinestars"[85]

## Biografie
- Knossi. König des Internets. Über meinen Aufstieg und Erfolg als Streamer. Riva, München 2020, ISBN 978-3-96775-007-2 (mit elf Gastbeiträgen von u. a. Robin Schulz).

## Kritik

### Vorwurf der Tierquälerei
In Reaktion auf das „Angelcamp“ erstattete die Tierschutzorganisation PETA Anzeige bei der Staatsanwaltschaft Potsdam gegen Knossalla wegen des Vorwurfs der Tierquälerei (§ 1 i. V. m. § 17 Nr. 2b TierSchG), da bei dem Event das Fangen und Freilassen von Fischen praktiziert wurde. Da das Angeln bei den Fischen nicht unerhebliche Schmerzen verursachen würde und das Angeln an sich keine in § 1 TierSchG geforderte Begründung darstellen würde, sei hier der Tatbestand der Tierquälerei erfüllt gewesen. Auch verwies PETA auf bereits bestehende Urteile des AG Lemgo und des OVG Münsters, welche die Praktik bereits als Tierquälerei eingestuft hätten.

### Vorwurf der Verherrlichung von Glücksspiel
Knossallas Glücksspiel-Streams, die bis Anfang 2021 auf seinem Kanal zu sehen waren, wurden in der Hinsicht kritisiert, dass er damit Zuschauer in die Spielsucht treiben könne. Auch Jan Böhmermann kritisierte im ZDF Magazin Royale Knossallas Werbung für Casinos. Knossalla distanzierte sich seither mehrfach von der zukünftigen Darstellung von Glücksspiel in seinen Streams.